# Carabanchel
Carabanchel is een district in de Spaanse hoofdstad Madrid. Dit district heeft 253.678 inwoners.

## Wijken
- Abrantes
- Buenavista
- Comillas
- Opañel
- Puerta Bonita
- San Isidro
- Vista Alegre

Centro · Arganzuela · Retiro · Salamanca · Chamartín · Tetuán · Chamberí · Fuencarral-El Pardo · Moncloa-Aravaca · Latina · Carabanchel · Usera · Puente de Vallecas · Moratalaz · Ciudad Lineal · Hortaleza · Villaverde · Villa de Vallecas · Vicálvaro · San Blas · Barajas